# 朱華𡋙
東安王朱華𡋙（16世紀—1620年代），明朝第七代東安王，東安王朱英燧之子。

## 生平
天啟三年（1623年）六月，明熹宗遣太僕寺添註少卿倪應眷為正使，中書舍人沈延賞為副使，持節冊封朱華𡋙為東安王。
崇禎元年（1628年）七月，崇祯帝遣刑科給事中杜齊芳、中書王心于冊封新的東安王，朱華𡋙此時應該已經去世。

## 子孫
- 子：鎮國將軍朱蘊？[3]
  - 子：輔國將軍朱盛潮（？—1643年），字東利，崇禎十六年（1643年），張自忠佔領武昌自刎。妻龔氏，自殺[3]
    - 子：朱某（1631年—1643年），小字觀音保，趁軍士喝醉休息時，以佩刀刺殺數人，再自刎[3]
- 子：鎮國將軍朱蘊鏵[4]（？—1643年），字才美，武昌生員。張自忠佔領武昌，自縊。妻周氏，投井自殺[5]
  - 女：朱某（1631年—1643年），從其母投井自殺[5]
- 子：鎮國將軍朱蘊錫（？—1643年），字鳳廷，張自忠佔領武昌，投井自殺[6]